# Заручевье (Осиповичский район)
Заруче́вье (бел. Заручэ́ўе) — деревня в составе Протасевичского сельсовета Осиповичского района Могилёвской области Белоруссии.

## Этимология названия
«Заручевье» является названием-ориентиром, обозначающим поселение за ручьём.

## Географическое положение
Деревня расположена в 9 км на юг от Осиповичей, в 5 км от ж/д станции Деревцы на линии Осиповичи — Старые Дороги и в 142 км от Могилёва. Транспортные связи обеспечивает пролегающая через Заручевье автодорога Осиповичи — Дараганово. Планировку составляет одна прямолинейная улица, являющаяся частью проходящей автодороги. В деревне преобладает деревянная застройка крестьянскими домами.

## История
В 1907 году Заручевье относилось к Замошской волости Бобруйского уезда Минской губернии. С 1922 года работала школа, в которую в первый же год было набрано 15 учеников. Создание колхоза «Новый путь» относится к 1931 году.
Во время Великой Отечественной войны Заручевье была оккупирована немецко-фашистскими войсками. На фронте и при партизанской деятельности погибли шесть жителей деревни.

## Население
- 1907 год — 49 человек, 6 дворов[1]
- 1917 год — 95 человек, 13 дворов[1]
- 1926 год — 108 человек, 18 дворов[1]
- 1940 год — 23 двора[1]
- 1959 год — 99 человек[1]
- 1970 год — 71 человек[1]
- 1986 год — 27 человек, 16 хозяйств[1]
- 2002 год — 29 человек, 15 хозяйств[1]
- 2007 год — 27 человек, 11 хозяйств[1]

## Комментарии
1. ↑  Названия и ударение даны по: Назвы населеных пунктаў Рэспублікі Беларусь: Магілёўская вобласць: нарматыўны даведнік / І. А. Гапоненка і інш.; пад рэд. В. П. Лемцюговай. — Минск: Тэхналогія, 2007. — С. 66. — 406 с. — ISBN 978-985-458-159-0..